# Cambridge Greensand
Cambridge Greensand es una unidad geológica en Inglaterra cuyos estratos son del Cenomaniano más antiguo. Se encuentra sobre el contacto erosivo entre la Formación Gault y el Grupo Chalk en las cercanías de Cambridgeshire, y técnicamente forma el lecho más bajo de la Formación West Melbury Marly Chalk. Es un depósito remanié que contiene fósiles reelaborados de finales del Albiano, incluidos dinosaurios y pterosaurios.

## Descripción
La litología está formada por margas glauconíticas, descritas como "barro de tiza", que contienen abundantes restos de ostrácodos, cocolitos y foramios, con una concentración de nódulos fosfatados y huesos en la base.